# Старина (манга)
«Старина» (яп. オールド・ボーイ О:рудо бо:й, от англ. old boy) — манга в жанре психологического триллера, созданная японским художником Нобуаки Минэгиси (яп. 嶺岸信明 Минэгиси Нобуаки) по сюжету Гарона Цутии. Главы манги публиковались с 1996 по 1998 в еженедельном сэйнэн-журнале Manga Action издательства Futabasha.
В манге «Старина» рассказывается о том, как двадцатипятилетний молодой человек Синъити Гото был по неизвестной причине похищен и помещён в тюремную камеру. После десяти лет одиночного заключения, имея возможность лишь смотреть телевизор, Гото, наконец, оказался на свободе. Дальнейший сюжет посвящён попыткам героя разобраться, кто стоит за его похищением и какие были на то причины.
В 2003 году по сюжету манги (со значительными отличиями) южнокорейским режиссёром Паком Чхан Уком был снят фильм «Олдбой», который был тепло принят критиками и получил множество наград, включая Гран-при 57-го Каннского кинофестиваля. После этого манга была переведена на испанский, французский, английский, португальский и немецкий языки. Она получила смешанные отзывы: одни рецензенты сочли историю реалистичной и затягивающей, другие критиковали слабую концовку и рекомендовали мангу лишь поклонникам южнокорейского фильма. В 2007 году Old Boy завоевала американскую премию Айснера в номинации «Лучшее американское издание зарубежного материала — Япония».
В России в 2023-2024 году мангу выпустило издательство AltGraph в формате двухтомных омнибусов.
В 2013 году был снят американский ремейк южнокорейского фильма.

## Сюжет
Действие происходит в Токио. Главный герой манги, Синъити Гото, десять лет провёл в одиночной камере, не зная причины своего заточения. Он задаётся вопросами о том, где находится тюрьма, почему его до сих пор не убили, сколько будут держать, отпустят ли. Пленник занимается физическими упражнениями, смотрит телевизор и ест одну и ту же китайскую еду, которую в одно и то же время приносит смотритель. Неожиданно его выпускают. Гото не связывается с друзьями, близкими или полицией, считая, что никто не поверит в его безумную историю, а решает действовать самостоятельно и выяснить причины произошедшего. Он избивает и грабит уличных хулиганов и идёт в бар, где на отнятые деньги впервые за десять лет пьёт пиво и наслаждается едой. Там же он знакомится с официанткой по имени Эри, которая приглашает Гото к себе домой. Вместе герои проводят ночь, у них завязывается роман. Со временем Гото выясняет, что богатый бизнесмен Додзима по неизвестной причине заплатил 300 млн иен (около 3 млн долларов) за его похищение и десятилетнее пленение в частной тюрьме.

Слева направо сверху вниз: Синъити Гото, Додзима, Эри, тайный агент Додзимы

От безысходности главный герой всё же обращается к одному из своих старых друзей, Цукамото, который даёт Гото жильё и работу в баре. Однажды Додзима сам связывается с Гото и предлагает сыграть в игру: если тот самостоятельно «вспомнит детство» и поймёт причину ненависти в свой адрес, то Додзима совершит самоубийство, а иначе он убьёт Гото. Главный герой обращается за помощью к бывшей учительнице их класса, Кёко Курате. Она угадывает настоящую личность Додзимы — это жутковатый ребёнок Такааки Какинума, от которого все дети держались как можно дальше из-за его странностей и с которым Гото даже ни разу не разговаривал.
Между героями разворачивается длительное противостояние. Гото пытается защитить Цукамото и свою возлюбленную Эри и — безуспешно — оживить воспоминания. Наконец, к Кёко Курате приходит тайный агент Додзимы, возглавлявший слежку за главным героем. Он говорит, что игра стала ему противна и что он хочет помочь. Чтобы доказать искренность намерений, агент раскрывает, что встреча Гото с Эри не была случайной, а её внезапная влюблённость в главного героя — результат гипноза. Каким-то образом, Эри — часть плана Додзимы. Это подтверждает гипнотизёр Сюзанна, которой была заплачена большая сумма за сеанс. Также Сюзанна позволила секретарю Додзимы (Катаоке) провести пять минут наедине с Эри и внести свои корректировки в гипноз. Что конкретно произошло за эти пять минут, Сюзанна не знает: теоретически, Эри могло быть внушено что угодно.
Благодаря Сюзанне Гото вспоминает, как Додзима пел на прослушивании для школьного хора и как над ним смеялся весь класс; сам Гото не смеялся, напротив, был тронут пением. Так как главный герой до сих пор не понимает, чем мог обидеть Додзиму, он проиграл в игре. Додзима открывает правду: вина Гото в том, что он заплакал во время пения — он пожалел Додзиму, что было унизительно. Похищение и плен в одиночной камере были организованы, чтобы сломать Гото и отомстить за пережитое унижение. Затем Додзима совершает самоубийство. Катаока же покидает Японию. В эпилоге манги показана совместная жизнь Гото и Эри. Гото мучают ночные кошмары, так как он не знает, какому гипнозу Эри была подвергнута.

## Персонажи

### Синъити Гото
Синъити Гото (яп. 五島 慎一 Гото: Синъити) — главный герой истории, 35 лет. Очень силён физически благодаря многолетним тренировкам в камере. По телепередачам изучил бокс, копируя движения знаменитых боксёров. В начале манги его настоящее имя неизвестно, герой некоторое время живёт, представляясь окружающим под фамилией «Ямасита». Имя Гото становится известно лишь во втором томе.
По сюжету «Старины», его мать умерла за шесть лет до выхода на свободу, отец живёт один и считает сына погибшим. Гото — индивидуалист со сложным характером. В манге он упоминает, что в детстве чувствовал своё отличие от других детей, сам себя боялся и решил жить обыденно и банально. Гото хорошо рисовал и стал дизайнером в рекламном агентстве, занимался оформлением рекламных листовок для супермаркетов. Он нашёл девушку, на которой решил жениться. Однако Гото не был счастлив — со временем внутри нарастало непонятное чувство, приведшее его к алкоголизму и азартным играм. Этот образ жизни окончился тогда, когда Гото очнулся в одиночной камере. После освобождения он пытается вернуться к нормальной жизни. Как объясняет Гото, он пообещал себе не жить ради мести и наслаждаться свободой, насколько это возможно, так как одержимость местью — именно то, чего от него ждут враги.

### Додзима
Додзима (яп. 堂島 До:дзима) — антагонист, богатый бизнесмен, оплативший содержание Гото в одиночной камере. Его настоящее имя — Такааки Какинума — становится известно в пятом томе манги. В детстве он страдал комплексом неполноценности из-за своей внешности. В двадцатилетнем возрасте попав в аварию, использовал эту возможность, чтобы сделать пластическую операцию и изменить лицо. Додзима с детства ощущал свою непохожесть на других. Он никогда не был любим одноклассниками, хотя в начальной школе, когда Додзима учился в одном классе с Гото, он был одним из лучших учеников. После института работал на бирже и разбогател спекуляциями на рынке недвижимости в период финансового пузыря. Додзима предусмотрительно перевёл все деньги до сдувания пузыря и сохранил богатство. Однако после этого он «погрузился в дремоту» и потерял интерес к жизни. Тогда он вспомнил про Гото, «человека, которым все восхищались», и решил отомстить. У Додзимы/Какинумы нет друзей или любимой девушки (по его словам, «никто не пытался его понять»). По мнению колумниста Mania.com, «богатство и власть Какинумы позволяет ему практически менять существующую реальность. Он может изменить свою внешность. Он может влиять на жизнь людей. Имея столько денег, он почти может изображать бога. Его власть огромна. И Гото осознаёт, насколько трудно оценить силы противника, обладающего такими деньгами».

### Второстепенные персонажи
- Эри (яп. エリ) — официантка, с которой Синъити Гото знакомится в баре сразу после освобождения из камеры. У них практически сразу завязывается роман. Эри ждёт победы Гото в «игре» с Додзимой и мечтает стать его девушкой. Позднее выясняется, что встреча была не случайна, Эри полюбила Гото под воздействием гипноза[10]. В финале манги они начинают жить вместе.
- Цукамото (яп. 塚本) — друг Синъити Гото. Владелец собственного бара MOON DOG, любитель играть на скачках. На протяжении всей манги остаётся в неведении относительно происходящих с Гото событий. Цукамото полагает, что Гото, должно быть, совершил какое-то преступление, иначе не стал бы исчезать так внезапно. Тем не менее он помогает другу с жильём и даёт работу в баре.
- Мицуко Кимура — эпизодический персонаж манги, бывшая невеста Гото, которая спустя четыре года после его исчезновения вышла замуж за другого. Есть маленькая дочь. Гото исчез прямо перед свадьбой с Мицуко. По его словам, он не испытывал к девушке сильных чувств и сделал ей предложение просто потому, что решил жить обычной буржуазной жизнью, которую сам называл «счастливым рабством»[11].
- Ёко Курата — учительница Гото и Додзимы в начальной школе, которая оставила преподавание и на момент основных событий манги пишет детективные романы под псевдонимом Яёй Кусама. Первая книга Кураты разошлась небольшим тиражом 3000 копий, но женщина живёт очень богато, так как однажды к ней обратился зарубежный литературный агент, якобы пожелавший издавать её книги в англоязычных странах и заплативший авансом 50 млн иен. Позднее выясняется, что это был переодетый Додзима, который хотел внести разнообразие в игру с Гото. Когда Курата задаётся вопросом, зачем Додзима дал ей денег, тот отвечает, что сначала хотел просто поиздеваться над ней: прочитать роман, разорвать и уйти. Но затем изменил планы и решил оплатить написание романа о «войне добра со злом» — историю игры с Гото.
- Кёко Катаока — эпизодический персонаж, секретарь Додзимы, женщина около 30 лет. В конце манги уезжает в Испанию.
- Тайный агент Додзимы — безымянный мужчина средних лет, который на протяжении истории следит за Гото и докладывает обо всех его передвижениях. Бывший работник спецслужб, был нанят Додзимой незадолго до освобождения Гото. В конце манги он предаёт Додзиму (говорит, что больше не желает играть человеческими жизнями) и отвозит героев к гипнотизёру Сюзанне, желая им помочь.
- Сюзанна Хиросэ — гипнотизёр, нанятый Додзимой для гипноза Гото и Эри. Проникшись симпатией к Кёко Курате, в конце манги помогает Гото и безуспешно пытается снять гипноз с Эри.

## Публикация
Оригинальная манга с 1996 года по главам печаталась в еженедельном сэйнэн-журнале Manga Action японского издательства Futabasha. Затем она была издана Futabasha в 8 томах, которые выходили с 28 мая 1997 года по 28 октября 1998 года. Летом 2007 года «Старина» была перевыпущена тем же издательством в пяти томах под названием «Олдбой: История войны» (яп. オールドボーイ―ルーズ戦記 О:рудо бо:й ру:дзу сэнки). В 2014 году манга была снова переиздана как «Новое издание Олдбой» (яп. 新装版 オールド・ボーイ синсо:бан о:рудо бо:й) в восьми томах с новыми обложками. Первый том вышел 28 марта, последний — 19 апреля 2014 года.
В 2004 году манга была опубликована на испанском языке издательством Otakuland, в 2005 году была переведена на французский язык (компания Kabuto). В октябре 2005 году она была лицензирована издательством Dark Horse Comics, и в 2006–2007 гг. печаталась на английском языке. Позднее манга была также переведена на немецкий (Carlsen Verlag в 2006 году), португальский (Nova Sampa в 2013 году) и снова на испанский языки (Random House Mondadori выпустила переизданный вариант в 2013 году с новым переводом). В 2014 году Dark Horse Comics выпустила Old Boy в электронном виде, также эта манга является одной из серий, которые Dark Horse Comics предоставляет для чтения через свою программу для iPhone, iPod touch и iPad, распространяемую через онлайн-магазин iTunes Store. В 2023–2024 гг. печаталась на русском языке издательством Alt Graph.
В 2007 году Old Boy завоевала американскую премию Айснера в номинации «Лучшее американское издание зарубежного материала — Япония».

### Список томов манги
| № | В Японии: дата публикации | В Японии: ISBN     |
| --- | ------------------------- | ------------------ |
| 1 | 28 мая 1997 г.            | ISBN 457582240X    |
| Главный герой манги, Синъити Гото, 10 лет сидит в одиночной камере. Он не знает, как оказался в заключении (лишь помнит, что выпил в баре и потерял сознание) и не знает причины своего заточения. Пленник занимается физическими упражнениями, смотрит телевизор и ест одну и ту же китайскую еду, которую в одно и то же время приносит смотритель и передаёт через маленькое окошко в двери. Неожиданно его выпускают: выбрасывают в парке с 1000 иен в кармане. Гото не хочет связываться с друзьями или близкими, считая, что никто не поверит в безумную историю его заточения. Желая понять, что же всё-таки произошло, он решает действовать самостоятельно и для начала ввязывается в драку с уличными хулиганами. Гото избивает их, грабит, а затем идёт в бар, где впервые за 10 лет пьёт пиво и наслаждается едой. В баре он знакомится с официанткой по имени Эри, затем она внезапно приглашает Гото к себе домой. Вместе они проводят ночь, причем Эри оказывается девственницей. Девушка предлагает весь следующий день провести вместе, считая, что они «всё равно больше не увидятся». Главный герой рассказывает ей правду о своём пленении, но не открывает своего настоящего имени (говорит, что у него больше нет имени). Тем временем богатый бизнесмен Додзима посылает тайного агента вести за главным героем наблюдение. Он получает фотографии и отчёты о жизни Гото. Выясняется, что именно Додзима по неизвестной причине заплатил 300 млн иен (около 3 млн долларов) за похищение Гото и десятилетнее содержание в частной тюрьме. Гото находит вшитый в спину датчик слежения, который вытаскивает и использует как уловку, чтобы уходить от наблюдения. Он чувствует, что за ним следят, и понимает, что враг поблизости. Чтобы заработать денег, главный герой нанимается рабочим в строительную компанию. Гото придумывает план: в камере ему однажды удалось разобрать на тарелке с китайской едой, которой его кормили, иероглифы 青龍 («Голубой дракон»). Он решает обойти все рестораны «Голубой дракон» в Токио, попробовать еду, узнать таким образом нужный ресторан и найти место своего заточения. |                           |                    |
| 2 | 12 сентября 1997 г.       | ISBN 4575822744    |
| Гото уверен, что узнает нужный ресторан по вкусу еды. За один вечер он обходит все восемь «Голубых драконов» в Токио, но нужного среди них нет. Эри в отчаянии начинает листать телефонную книгу и обнаруживает ресторан «Пурпурный и голубой дракон» (紫青龍) — возможно, что Гото увидел лишь часть иероглифов правильного названия. Следующим вечером он идёт на реслинг вместе с другими рабочими, отдаёт одному из своих знакомых датчик слежения и выскальзывает из-под наблюдения. «Пурпурный и голубой дракон» оказывается тем самым рестораном, более того, главный герой видит, как повара отдают курьеру ящик с едой «для того здания». Гото следует за курьером и находит здание, но этажа с тюремными камерами там нет. На следующий вечер он в открытую заходит в лифт вместе с курьером (говорит, что «член группы») и видит, что нужно нажать две кнопки одновременно, чтобы лифт приехал на секретный этаж. Гото запирает курьера в одной из камер и допрашивает охранника в надежде узнать имя своего похитителя. Охранник рассказывает, что за десятилетнее содержание Гото в тюрьме кто-то заплатил 300 млн иен и что, по слухам, менеджер Сайдзё получил повышение как раз 10 лет назад за некое дело с похищением человека. Однако Сайдзё отбывает тюремное заключение в настоящей тюрьме. Гото уходит. Он видит тайного агента Додзимы, которого останавливает и заставляет позвонить боссу. Гото хочет получить ответы на свои вопросы, а Додзима спрашивает, как ему удалось сохранить присутствие духа за годы пребывания в тюрьме. Во время разговора агент прыскает отвлекшемуся герою в лицо из баллончика, тот теряет сознание, а приходит в себя в номере отеля. У Гото больше нет зацепок. Он идёт к одному из своих старых друзей, Цукамото. Тот рассказывает, что стал владельцем собственного бара; фирма, в которой работал Гото, давно разорилась, а его невеста Мицуко уже шесть лет замужем за другим. Гото выпивает в баре и засыпает за стойкой. Цукамото звонит Мицуко, которая немедленно приезжает. Главный герой ничего ей не рассказывает о своей судьбе, лишь просит забыть его и жить новой жизнью. Ночью в бар звонит Додзима и предлагает «сделку»: он больше не будет использовать датчик слежения, вместо этого Гото получит мобильный телефон, по которому сможет сам звонить своему таинственному похитителю. |                           |                    |
| 3 | 24 марта 1998 г.          | ISBN 4575823201    |
| Бездомный на улице передаёт Гото мобильный телефон от Додзимы. Вскоре звонит сам Додзима и назначает встречу на мосту Катидоки, но вместо него приходит Эри и говорит, что ей позвонила незнакомая женщина и попросила ждать Гото на мосту. Гото открывает Эри своё настоящее имя. Понимая, что использовать мобильный телефон — значит предсказуемо играть по правилам Додзимы, Гото уничтожает устройство. Он приходит к боксёрский клуб и требует устроить поединок с местным чемпионом Кавабэ. Главный герой нокаутирует боксёра благодаря десятилетнему опыту тренировок в тюрьме (Гото смотрел боксёрские матчи и копировал движения чемпионов) и получает приглашение от босса якудза. У якудзы Гото надеется выведать информацию о своей бывшей тюрьме. Одновременно он работает барменом и живёт у Цукамото. Через несколько дней в бар заходит женщина, которая обещает организовать встречу с Сайдзё, при условии что Гото пойдёт с завязанными глазами. Он соглашается. Встреча с Сайдзё действительно происходит, тот называет имя врага Гото — Додзимы. Тут же звонит сам Додзима и говорит, что встреча состоялась по его приказу; что он не желает, чтобы Гото имел дела с якудза; что их противостояние должно остаться между ними; а также добавляет, что Додзима — ненастоящее имя. Гото возвращается в бар, и женщина в обмен на секс даёт ему подсказку — «вспомни детство». |                           |                    |
| 4 | 24 мая 1998 г.            | ISBN 4-575-82332-5 |
| Гото думает о прошлом, но не может вспомнить никого, кто питал бы к нему столь сильную ненависть. Он просит Цукамото съездить к родителям и забрать все его школьные альбомы. Выясняется, что мать Гото умерла шесть лет назад от рака лёгких, а отец теперь живёт один. Он считает Гото погибшим и отдаёт Цукамото альбомы. Однако ни они, ни посещение школы не помогают главному герою оживить воспоминания. Эри подозревает, что за ней следят, иначе откуда у Додзимы мог взяться её номер телефона (в квартире действительно установлен «жучок»). Додзима в разговоре со своим тайным агентом открывает секрет: в двадцатилетнем возрасте он сделал пластическую операцию и изменил внешность, так как с детства страдал от комплекса неполноценности. Вскоре Додзима в открытую приходит в бар Цукамото и раскрывает себя. Гото бросается на него, но Додзима говорит, что его смерть не поможет разгадать загадки; кроме того, Гото не способен на убийство. Следующий день они вместе проводят на яхте Додзимы, который предлагает игру: если Гото, требующий объяснить десятилетнее заключение, самостоятельно вспомнит прошлое, то Додзима совершит самоубийство. Иначе умрёт Гото. |                           |                    |
| 5 | 27 июля 1998 г.           | ISBN 4-575-82353-8 |
| Гото возвращается в бар, где его ждёт очередной шпион Додзимы, призванный наблюдать за успехами Гото в игре. Он советует обратиться к бывшей учительнице их класса — Кёко Курате, которая оставила преподавание и пишет детективные романы. Гото организует встречу с писательницей и рассказывает всю правду. Курата делает предположение о настоящей личности Додзимы — это жутковатый ребёнок Такааки Какинума, с которым Синъити Гото даже ни разу не разговаривал. Курата и Гото договариваются не рассказывать Додзиме, что выяснили его настоящее имя. Гото снова возвращается в бар и встречает Додзиму. Тот отвозит главного героя назад к квартире учительницы и утверждает, что сам оплачивает её роскошную квартиру. Гото начинает подозревать Курату. Они снова встречаются. Курата рассказывает, что её первая книга действительно была не очень успешной, но потом появился литературный агент, пожелавший продавать её работы в англоязычных странах и заплативший аванс 50 млн иен. Гото догадывается, что агент был подослан Додзимой, а встреча с учительницей заранее спланирована, чтобы разнообразить игру. |                           |                    |
| 6 | 28 августа 1998 г.        | ISBN 4575823627    |
| Гото не вспомнил Додзиму без помощи учительницы, поэтому Додзима объявляет себя победителем. Однако он не удовлетворён такой победой и предлагает продолжить игру. Кёко Курата задаётся вопросом, зачем Додзима дал ей денег. Тот объясняет, что решил оплатить написание романа о «войне добра со злом» — историю игры с Гото. Чтобы продемонстрировать серьёзность ситуации, он отвозит Гото на мост, под которым в воде плавает тело усыплённого Цукамото. Додзима угрожает убить его, если Гото не будет продолжать игру (Додзима понял, что собственная жизнь мало волнует Синъити). Гото боится, что может пострадать Эри. Кёко Курата посылает своего знакомого, чтобы переправить Эри в безопасное место на окраину Токио, где ей дают работу в бильярдной. Гото думает о детстве, но не может ничего вспомнить. В отличие от других детей, он никогда не смеялся над внешностью или неуклюжестью Додзимы. Курата вела все занятия, кроме уроков музыки, поэтому Гото предполагает, что дело именно в них. |                           |                    |
| 7 | 28 сентября 1998 г.       | ISBN 4-575-82369-4 |
| Кёко Курата вспоминает, что Гото и Додзима оба участвовали в прослушивании для школьного хора. Они решают связаться с учителем музыки Окабэ, но тот умер от рака пять лет назад. Во время очередной встречи в баре Додзима подтверждает, что нечто важное произошло во время урока музыки, но говорит, что Курата и Гото никогда ничего не вспомнят, так как «они оба лицемеры». По мнению Кёко, важно понять, какую именно песню Додзима пел во время прослушивания. Она находит одну из своих старых учениц и через неё узнаёт название песни — «Город в цвету». Гото слушает песню, однако память не возвращается. Курата и Гото идут в караоке-бар в надежде, что живое исполнение песни поможет оживить воспоминания, но главный герой не может заставить себя петь — это подкрепляет теорию Кёко. Тем временем, тайный агент Додзимы крадёт из квартиры Кёко Кураты наброски романа и дискету, на которой есть некоторые данные о местонахождении Эри, хотя и без указания точного места. Додзима приказывает обыскать левый берег реки Сумида. Полицейские опрашивают всех в округе, о чём Эри, живущей в обстановке секретности и почти не выходящей из дома, сообщает новый знакомый. Понимая, что опять нужно переезжать, Эри звонит Гото. Её увозят на ферму в префектуре Ивате. Неожиданно тайный агент Додзимы выходит на контакт с Кёко Куратой и сообщает, что хотел бы уйти от Додзимы, так как больше не желает играть человеческими жизнями. Курата скептически относится к этим словам. Чтобы доказать свою искренность, агент выдаёт, что Эри была завербована Додзимой с самого начала, её встреча с Гото вовсе не была случайной, а внезапная влюблённость в главного героя также очень подозрительна — агент предполагает гипноз. Он обещает отвезти Курату к гипнотизёру. |                           |                    |
| 8 | 28 октября 1998 г.        | ISBN 4575823783    |
| Курата встречает гипнотизёра — женщину по имени Сюзанна Хиросэ. Сюзанна подтверждает, что Додзима заплатил большую сумму денег за сеанс гипноза, причем Гото был загипнотизирован на то, чтобы прийти в ресторан и встретить Эри, а Эри — на то, чтобы влюбиться в главного героя. Также Сюзанна позволила секретарю Додзимы, Катаоке, провести пять минут наедине с Эри и внести свои корректировки в гипноз. Что конкретно Катаока внушила Эри, не знает и сама Сюзанна. Она не против встретиться с Гото и попробовать пробиться в его память. Тем временем Додзима сообщает главному герою, что даёт ему ещё одну неделю. Он также обещает не беспокоить Гото слежкой и увольняет своего тайного агента. Гото приезжает к Курате и знакомится с Сюзанной, которая предлагает сначала снять гипноз с Эри. Курата, Гото, Сюзанна и бывший агент Додзимы едут на ферму. Они устраивают сеанс, однако снять гипноз невозможно — Эри под гипнозом просит назвать пароль. Она также не говорит, что ей внушила секретарь Додзимы во время отсутствия Сюзанны. Сама секретарь уехала за границу, и пароль не узнать. Далее Сюзанна проводит сеанс с Гото, который вспоминает, как Додзима пел на прослушивании в хоре и как над ним смеялся весь класс, но сам Гото был тронут песней. Гото не понимает, как это могло задеть Додзиму. Он решает готовиться к смерти и уходит, оставив Эри записку: «Через месяц, если выживу, буду ждать тебя на мосту в 3:00». Спустя неделю Гото и Додзима встречаются в номере отеля. Главный герой проиграл. Додзима говорит, что Гото виноват тем, что заплакал во время пения — он единственный пожалел Додзиму и понял его одиночество, что было унизительно. Додзима организовал похищение и плен в темнице, чтобы сломать Гото. Затем Додзима выстреливает из пистолета главному герою в плечо и совершает самоубийство. В эпилоге манги показана относительно счастливая совместная жизнь Гото и Эри. Тем не менее Гото мучают сомнения и ночные кошмары, так как он не знает, какому ещё гипнозу Эри была подвергнута. |                           |                    |

## Экранизации

### Фильм Пака Чхан Ука (2003)

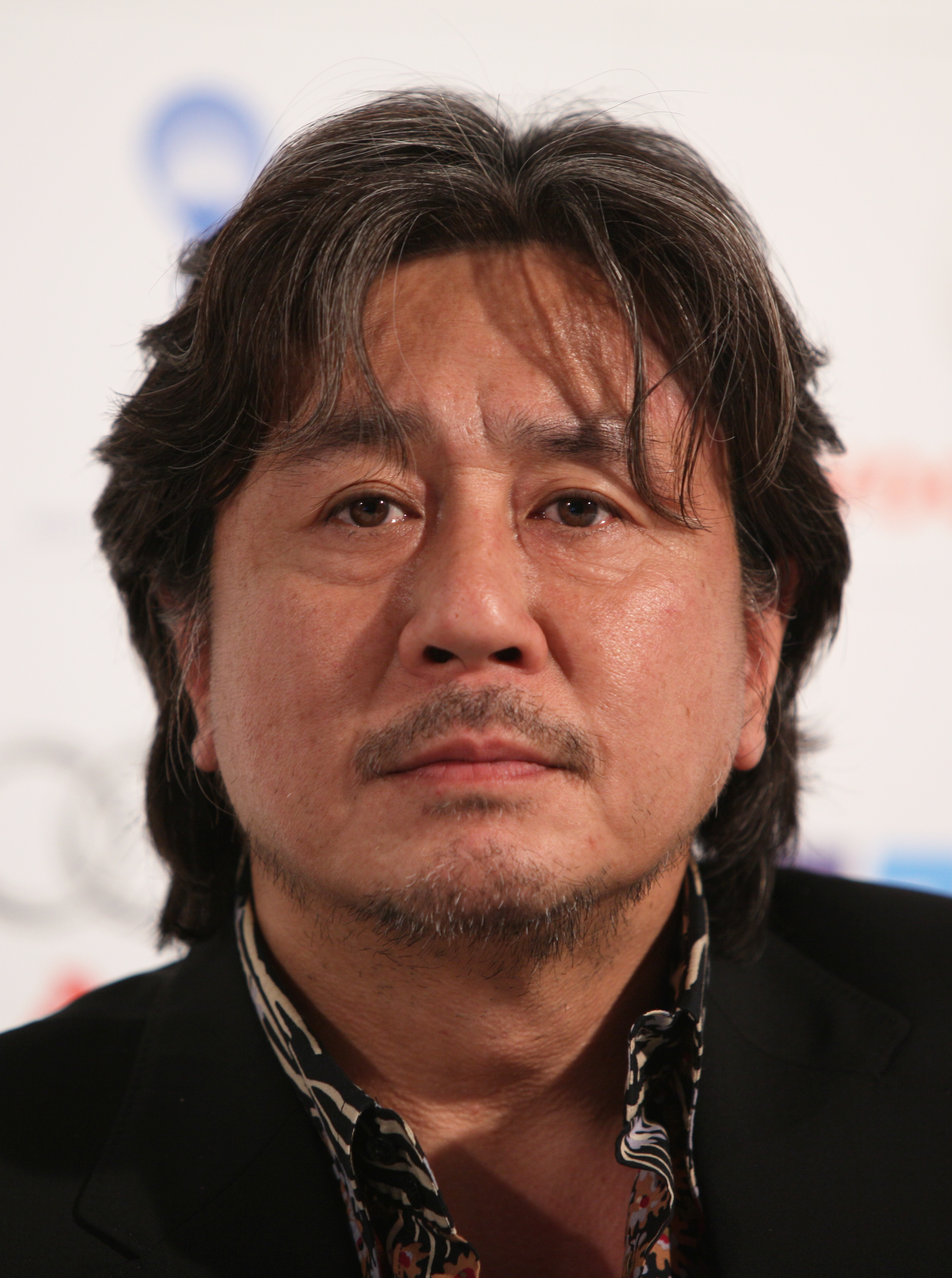
Чхве Мин Сик исполнил роль Синъити Гото (имя персонажа в фильме — О Дэ Су) в южнокорейском фильме «Олдбой».

Фильм Пака Чхан Ука вышел в 2003 году как вторая часть из трилогии о мести, которая включает в себя фильмы «Сочувствие господину Месть», «Олдбой» (кор. 올드보이, фонетическая транскрипция англ. old boy на хангыле) и «Сочувствие госпоже Месть». Фильм был восторженно встречен критиками и получил множество наград, включая Гран-при 57-го Каннского кинофестиваля.

#### Отличия от манги
«Олдбой» отличается от оригинала и сюжетно, и некоторыми персонажами, и мотивацией героев. К примеру, герой фильма (О Дэ Су) проводит в тюрьме 15 лет вместо 10, он старше Синъити Гото и, в отличие от последнего, не может адаптироваться после освобождения. Гото находит работу и старается вписаться в общество, а Дэ Су с трудом даже разговаривает с людьми. В корейском фильме жену главного героя убивают, а он сам после исчезновения становится главным подозреваемым. Эри (имя персонажа в фильме — Ми До) является дочерью Дэ Су; отсутствует учительница Кёко Курата; «Додзима» (в фильме — Ли У Чжин) мстит Дэ Су за то, что тот рассказал об инцесте Ли У Чжина с сестрой и тем самым довёл её до самоубийства; полностью отличается концовка. В конце фильма Дэ Су отрезает себе язык за то, что разрушил жизнь Ли У Чжина, он раздавлен новостью о том, что Ми До — его родная дочь и нанимает гипнотизёра, чтобы вычеркнуть это знание из памяти.

### Фильм Спайка Ли (2013)

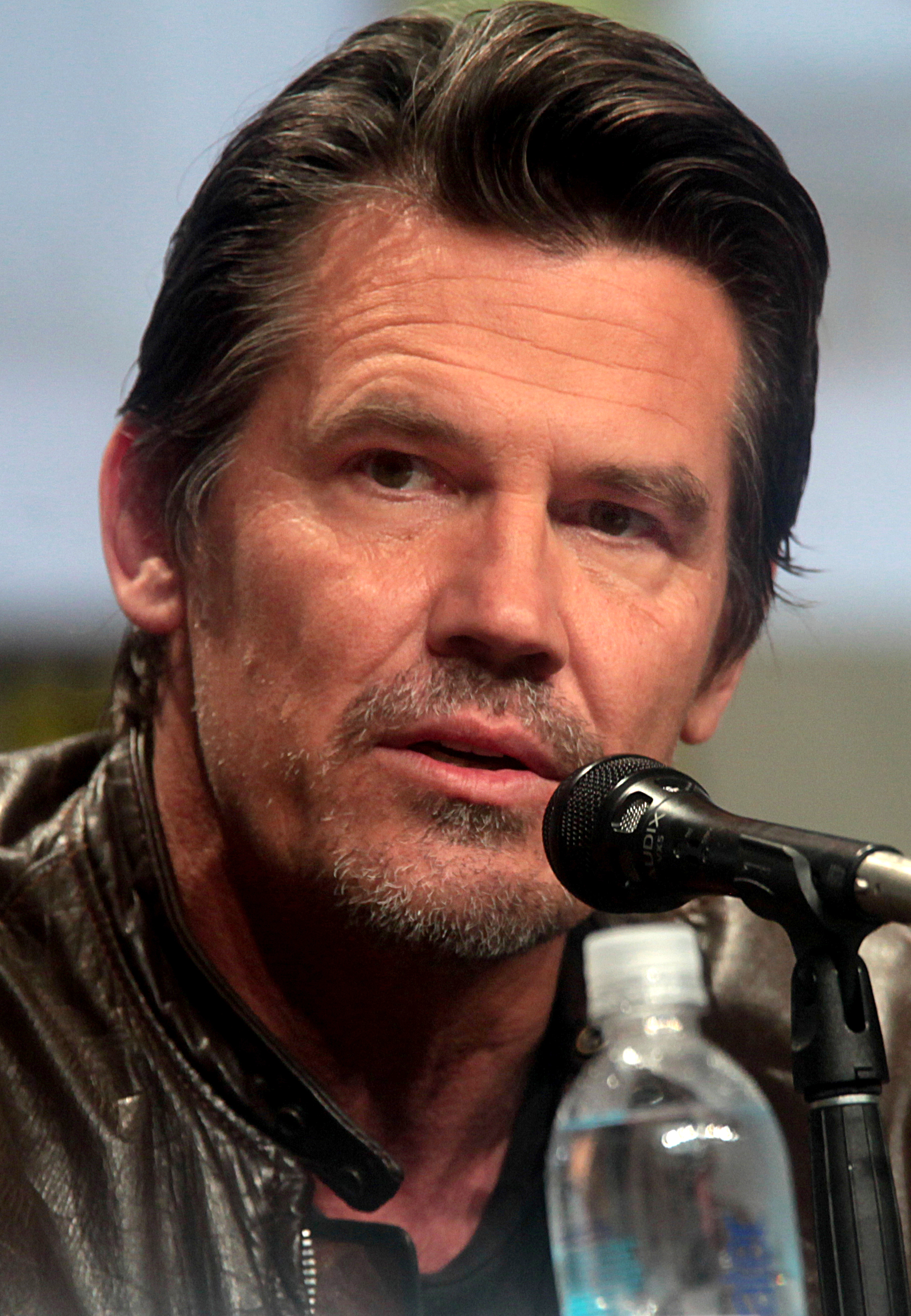
Джош Бролин исполнил роль Гото (в фильме — Джозеф Дюссе) в американском фильме

В 2008 году было заявлено, что Стивен Спилберг планирует снять другую экранизацию манги, с Уиллом Смитом в главной роли. Согласно интервью со Смитом, сюжет фильма не повторял бы корейскую версию Пака Чхан Ука, а базировался непосредственно на первоисточнике. Сценаристом фильма должен был выступить Марк Протосевич, работавший над сценарием к фильму «Я — легенда» также с Уиллом Смитом в главной роли. В ноябре 2009 года появилась информация о том, что съёмки фильма могут не состояться из-за правовых сложностей. В частности, летом 2009 года издательство Futabasha подало в суд на южнокорейскую компанию Show East, утверждая, что последние никогда не имели прав на ведение переговоров о создании ремейка «Олдбоя».
Однако в июле 2011 года стало известно, что режиссёр Спайк Ли ведёт переговоры об американском ремейке южнокорейского фильма. Позднее было подтверждено участие Марка Протосевича в качестве сценариста. Американский фильм «Олдбой» вышел в прокат 25 ноября 2013 года.

#### Отличия от манги
Американский «Олдбой» базируется на сюжете южнокорейской версии. Додзима (в фильме — Эдриан Прайс) мстит за то, что главный герой (Джозеф Дюссе) увидел сестру Эдриана занимающейся любовью с собственным отцом, о чём узнала вся школа. Отец Эдриана убил жену, дочь, а затем себя, выжил лишь сам Эдриан Прайс, который винит во всём Джозефа и заточает его в тюрьму на 20 лет. Как и в южнокорейском фильме, Эри (в фильме — Мари Себастьян) является дочерью Джозефа. В конце фильма он пишет девушке прощальное письмо и добровольно возвращается в тюрьму до конца дней.

### Другие адаптации
Болливудский «Узник прошлого» (хинди जिंदा, урду زندہ‎‎) режиссёра Санджай Гупта, снятый в 2006 году, имеет сильное сходство с корейским фильмом, но не является его официальным ремейком. Представитель кинокомпании Show East, ответственной за создание фильма Пака Чхан Ука, подтвердил, что это дело расследуется, но из-за ликвидации Show East никаких судебных исков о нарушении авторских прав не последовало.

## Восприятие и отзывы
Манга получила смешанные отзывы. По мнению японского писателя Томохиро Матиямы, лейтмотив манги — как люди прячут эмоции, чтобы защититься от боли; а также чувство одиночества. Джейсон Томпсон замечает, что автор «Старины» Гарон Цутия любит сюжеты об одиноких аутсайдерах — таковой, например, является его более поздняя работа Astral Project (2005—2007), в которой звёздные путешественники по ночам сбегают от земного мира в звёздное пространство. Аутсайдеры в «Старине» — двое мужчин, проводящие ночи в барах. И в Astral Project, и в «Старине» многие события происходят ночью. Томпсон добавляет:

В обеих историях некие исключительные люди обладают видением, недоступным простым обывателям, при этом идеализируют «обыденную жизнь» и свысока смотрят на то, что Цутия ощущает как упадок нового времени.

Критик пишет, что «Старина» — тихий детективный роман со сложной развязкой, при этом в основе лежит довольно простой сюжет, и, после прочтения всех 8 томов, он не мог не думать, что историю можно было бы укоротить наполовину. Томпсон также был разочарован отсутствием завершённости некоторых сюжетных линий.
Рецензент SFFWorld назвал историю мрачной и интригующей, а также отметил тот факт, что в отличие от большинства публикующейся манги «Старина» удивляет явной ориентированностью на взрослую аудиторию. Англоязычный сайт Manga Life отзывается о манге отрицательно. Майкл Аронсон рекомендует «Старину» лишь поклонникам южнокорейского фильма и пишет, что образ главного героя развивается слишком поспешно, и в этом уступает экранизации Пака Чхан Ука. Обозреватель добавляет: «В манге присутствует несколько интересных сюжетных ходов, отличающихся от фильма, но, как и другие события манги, их важность для сюжета обрисована лишь вкратце». Читатели могут быть удивлены отсутствием «экшна», считает Anime News Network, так как сюжет развивается, в основном, за счёт диалогов, наблюдения и сделанных на основе этого выводов. Однако обозреватель оценивает мангу положительно: «Много историй посвящено преступлениям и раскрытию заговоров на улицах Токио, но в скольких из них герой работает головой так же хорошо, как стреляет?» По мнению колумниста Mania.com в статье 2007 года, «Старина» является лучшей на сегодняшний день мангой, доступной на английском языке. Он называет «Старину» триллером, «который, не торопясь, создаёт прекрасную историю, полную драмы и паранойи. Во многом Old Boy, как и жизнь Гото, — это старательно продуманная игра, где зрителям (Гото и читателям) стоит сесть и наблюдать за разворачивающимся перед ними действием». Обозреватель El Mundo отметил, что «игра» Гото и Додзимы напомнила ему фильм «Игра» режиссёра Дэвида Финчера. Джейсон Томпсон в книге Manga: The Complete Guide высоко оценивает мангу, называя её «реалистичной», и пишет, что приключения главного героя затягивают читателя. По мнению обозревателя ActiveAnime, история читается легко, диалоги хорошо дополняют сюжет, «рисунок так удачен, что некоторые сцены напоминают кинокадры», и «Старина» «написана взрослыми для взрослых». Он добавляет: «Помните, здесь нет гигантских роботов. Нет миловидных девушек и целых арсеналов экзотического оружия а-ля Crying Freeman». Рецензент iSugoi считает мангу «состязанием разумов» и уточняет, что психологические аспекты памяти и мести — сильнейшая сторона в «Старине»'. Он также отмечает, что сюжет «проработан со значительным старанием», но второстепенные персонажи недостаточно развиты, хотя порой занимают значительное место в повествовании, и у манги слабая разочаровывающая концовка. Что касается рисунка в манге, работа Нобуаки Минэгиси была оценена как «годная, пускай и не инновационная».